# 桜島白浜町
桜島白浜町（さくらじましらはまちょう）は、鹿児島県鹿児島市の町。旧大隅国大隅郡桜島郷白濱村、鹿児島郡西桜島村大字白濱、鹿児島郡桜島町大字白浜。郵便番号は891-1411。人口は398人、世帯数は246世帯（2020年4月1日現在）。

## 地理
桜島の北部、旧桜島町の北端及び東端に位置している。東方には高免町、西方にアミダ川を挟んで桜島二俣町がそれぞれ隣接しており、北方には鹿児島湾に面している。集落としては東白浜（古良向）と西白浜（鍛冶屋向）に分かれている。
町域を東西に鹿児島県道26号桜島港黒神線が通っている。主にビワなどの栽培を中心とした果樹生産地域であり、御岳の北斜面に位置していることから桜島内の他の地域より遅く出荷される。また、桜島白浜町では桜島二俣町・桜島松浦町と共に桜島大根が栽培されている。白浜から高免町にかけての海岸にはアコウ・タブノキの樹林が構成されている。

### 自然公園・自然保護地区
桜島白浜町の一部が国立公園である霧島錦江湾国立公園の区域に指定されており、特別区域特別保護地区（桜島山頂）・第1種特別地域（桜島北斜面）・第2種特別地域（桜島北及び東斜面）・第3種特別地域（桜島北及び東麓）から構成される。

### 河川
- アミダ川

## 歴史

### 中世の白濱
上井覚兼日記によると白浜は安土桃山時代の天正10年（1582年）頃に上井覚兼の領下にあったとされる。天正11年（1583年）から天正13年（1585年）にかけて白浜村と本田正親領である二俣村の間で境界を巡る論争が起こった。向島郷の地頭の裁定により境界が確定されたが、二俣の住民はこれを受け入れずに境界線の変更を申し立てたが紛糾したとされる。

### 近世の白濱村
江戸時代には大隅国大隅郡桜島郷（外城）のうちであった。村高は「天保郷帳」では108石余、「郡村高辻帳」では108石余、「三州御治世要覧」では113石余、「旧高旧領取調帳」では127石余であった。
安永8年（1779年）10月1日に発生した大噴火では白濱村が噴火口に近く危険であることから鹿児島や重富などへ村民は避難したとされる。翌年には爆発鳴動により3丈程の津波が発生した。この津波では被害はなかったが、天明元年に発生した噴火による津波により村民6名が犠牲となっている。

### 町村制施行以後
1889年（明治22年）4月1日に町村制が施行されたのに伴い、桜島の西半分にあたる横山村、赤水村、小池村、赤生原村、武村、藤野村、西道村、松浦村、二俣村、白浜村の区域より北大隅郡西桜島村が成立した。それに伴いそれまでの白浜村は西桜島村の大字「白浜」となった。
1897年（明治30年）4月1日には「 鹿兒島縣下國界竝郡界變更及郡廢置法律」（明治29年法律第55号）によって北大隅郡が鹿児島郡に統合され、西桜島村は鹿児島郡のうちとなった。1898年（明治31年）1月9日に白浜で大火が発生した。このとき住民らは薩摩藩第12代藩主島津忠義の国葬のため留守にしており、火の手が大きくなったとされる。
1939年（昭和14年）には現在の鹿児島県道26号桜島港黒神線にあたる袴腰（現在の桜島横山町）から白浜までの道路が開通した。1955年（昭和30年）には白浜出張診療所が西白浜公民館に設置されたが、1962年（昭和37年）に交通の便の改善によって廃止された。1965年（昭和40年）には桜島で初めてのトンネルである白浜トンネルが開通した。1973年（昭和48年）5月1日には西桜島村が町制施行し桜島町となった。1993年（平成5年）5月には白浜に「さくらじま白浜温泉センター」が開業した。
2004年（平成16年）11月1日に桜島町が鹿児島郡吉田町、日置郡松元町、郡山町、揖宿郡喜入町と共に鹿児島市に編入された。合併に際して設置された法定合併協議会である鹿児島地区合併協議会における協議によって、桜島町の区域の大字については「字の区域を廃止し、当該廃止された字の区域に相当する区域により新たに町の区域を設定し、その名称については表示案に基づき、各町の意向を尊重し合併までに調整するものとする」と協定された。
前述の協定に基づいて、合併前の10月26日に鹿児島県の告示である「 町の区域の設定及び字の廃止」が鹿児島県公報に掲載された。この告示の規定に基づき、それまでの大字白浜は廃止され、大字白浜の全域を以て新たに鹿児島市の町「桜島白浜町」が設置された。

## 人口
以下の表は国勢調査による小地域集計が開始された1995年以降の人口の推移である。
| 年                 | 人口 |
| ------------------ | ---- |
| 1995年（平成7年）  | 837  |
| 2000年（平成12年） | 772  |
| 2005年（平成17年） | 679  |
| 2010年（平成22年） | 553  |
| 2015年（平成27年） | 446  |

## 施設

### 公共
- 桜峰校区公民館[32]
- さくらじま白浜温泉センター[23][33]

### 寺社
- 豊受大山津見神社[34]
豊受売命及び大山津見神を祀る神社である[35]。

## 小・中学校の学区
市立小・中学校に通う場合、学区（校区）は以下の通りとなる。
| 町丁       | 番地 | 小学校               | 中学校               |
| ---------- | ---- | -------------------- | -------------------- |
| 桜島白浜町 | 全域 | 鹿児島市立桜峰小学校 | 鹿児島市立桜島中学校 |

## 交通

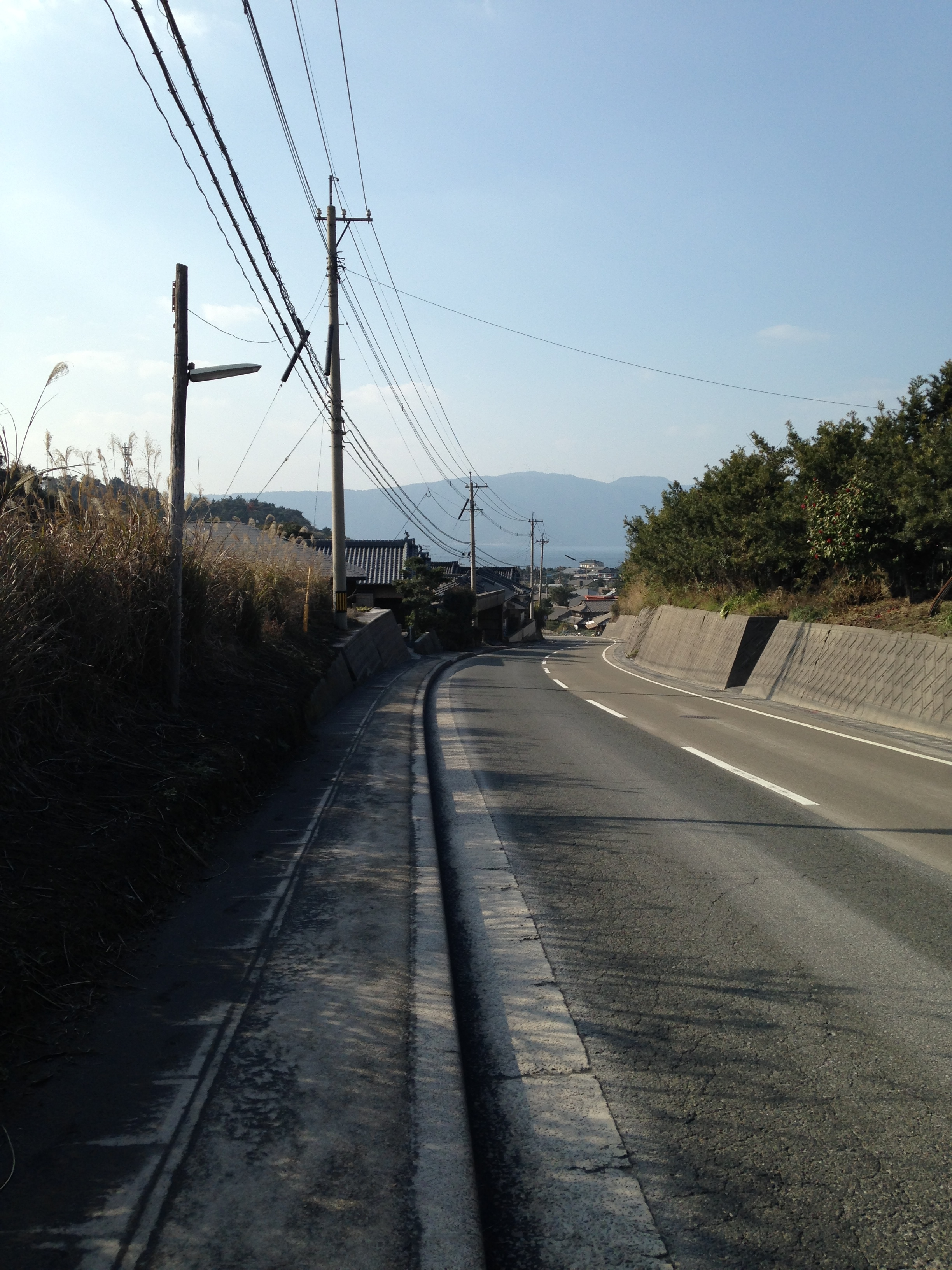
町内を通る鹿児島県道26号桜島港黒神線

### 道路
主要地方道
- 鹿児島県道26号桜島港黒神線

### 路線バス
- 鹿児島市交通局
  - （60番 桜島線[37]） - 温泉センター - 西白浜 - 東白浜 - 奥平 -
  - （70番 桜島代替線[38]） 東白浜 - 古河良港 - 東白浜 - 奥平 -

### 港湾
- 桜島港[39]
  - 白浜地区（避難港（13番）[40]）[41]
  - 古河良地区[40][41]